# Liste der Kulturdenkmale im Landkreis Weimarer Land

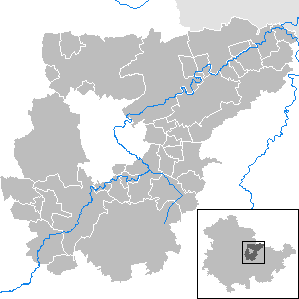
Karte des Landkreises Weimarer Land

Wappen des Landkreises

Diese Liste enthält die Kulturdenkmale im Landkreis Weimarer Land. Grundlage ist die Denkmalliste des Landkreises Weimarer Land. Die Angaben in den einzelnen Listen ersetzen nicht die rechtsverbindliche Auskunft der zuständigen Denkmalschutzbehörde.

## Aufteilung
Wegen der großen Anzahl von Kulturdenkmalen im Landkreis Weimarer Land ist diese Liste in Teillisten nach den Städten und Gemeinden aufgeteilt.
| Stadt/Gemeinde       | Karte | Kulturdenkmale                                      | Bild eines Denkmals |
| -------------------- | ----- | --------------------------------------------------- | ------------------- |
| Am Ettersberg        |       | Liste der Kulturdenkmale in Am Ettersberg           | Kirche              |
| Apolda               |       | Liste der Kulturdenkmale in Apolda                  | Glockenmuseum       |
| Bad Berka            |       | Liste der Kulturdenkmale in Bad Berka               | Paulinenturm        |
| Bad Sulza            |       | Liste der Kulturdenkmale in Bad Sulza               | Gradierwerk         |
| Ballstedt            |       | Liste der Kulturdenkmale in Ballstedt               | Kirche              |
| Blankenhain          |       | Liste der Kulturdenkmale in Blankenhain             | Schloss             |
| Buchfart             |       | Liste der Kulturdenkmale in Buchfart                | Brücke              |
| Döbritschen          |       | Liste der Kulturdenkmale in Döbritschen             | Kirche              |
| Eberstedt            |       | Liste der Kulturdenkmale in Eberstedt               | Kirche              |
| Ettersburg           |       | Liste der Kulturdenkmale in Ettersburg              | Schloss             |
| Frankendorf          |       | Liste der Kulturdenkmale in Frankendorf (Thüringen) | Kirche              |
| Grammetal            |       | Liste der Kulturdenkmale in Grammetal               | Rittergut           |
| Großheringen         |       | Liste der Kulturdenkmale in Großheringen            | Brücke              |
| Großschwabhausen     |       | Liste der Kulturdenkmale in Großschwabhausen        | Gehöft              |
| Hammerstedt          |       | Liste der Kulturdenkmale in Hammerstedt             | Kirche              |
| Hetschburg           |       | Liste der Kulturdenkmale in Hetschburg              | Kirche              |
| Hohenfelden          |       | Liste der Kulturdenkmale in Hohenfelden             | Kirche              |
| Ilmtal-Weinstraße    |       | Liste der Kulturdenkmale in Ilmtal-Weinstraße       | Kirche              |
| Kapellendorf         |       | Liste der Kulturdenkmale in Kapellendorf            | Wasserburg          |
| Kiliansroda          |       | Liste der Kulturdenkmale in Kiliansroda             | Turm                |
| Kleinschwabhausen    |       | Liste der Kulturdenkmale in Kleinschwabhausen       | Kirche              |
| Klettbach            |       | Liste der Kulturdenkmale in Klettbach               | Windmühle           |
| Kranichfeld          |       | Liste der Kulturdenkmale in Kranichfeld             | Schloss             |
| Lehnstedt            |       | Liste der Kulturdenkmale in Lehnstedt               | Kirche              |
| Magdala              |       | Liste der Kulturdenkmale in Magdala                 | Rathaus             |
| Mechelroda           |       | Liste der Kulturdenkmale in Mechelroda              | Kirche              |
| Mellingen            |       | Liste der Kulturdenkmale in Mellingen (Thüringen)   | Kirche              |
| Nauendorf            |       | Liste der Kulturdenkmale in Nauendorf (Thüringen)   | Kirche              |
| Neumark (bei Weimar) |       | Liste der Kulturdenkmale in Neumark (bei Weimar)    | Kirche              |
| Niedertrebra         |       | Liste der Kulturdenkmale in Niedertrebra            | Kirche              |
| Obertrebra           |       | Liste der Kulturdenkmale in Obertrebra              | Kirche              |
| Oettern              |       | Liste der Kulturdenkmale in Oettern                 | Kirche              |
| Rittersdorf          |       | Liste der Kulturdenkmale in Rittersdorf (Thüringen) | Kirche              |
| Schmiedehausen       |       | Liste der Kulturdenkmale in Schmiedehausen          | Windmühle           |
| Tonndorf             |       | Liste der Kulturdenkmale in Tonndorf (Thüringen)    | Steinkreuze         |
| Umpferstedt          |       | Liste der Kulturdenkmale in Umpferstedt             | Kirche              |
| Vollersroda          |       | Liste der Kulturdenkmale in Vollersroda             | Kirche              |
| Wiegendorf           |       | Liste der Kulturdenkmale in Wiegendorf              | Kirche              |